# 狭叶赤车
狭叶赤车（学名：Pellionia subundulata var. angustifolia）为荨麻科赤车属下的一个变种。

## 扩展阅读
- 維基物種上的相關：狭叶赤车